# Эльжбета Польская
Эльжбета Великопольская (пол. Elżbieta Mieszkówna, чеш. Eliška Polská; около 1152 – 2 апреля 1209) — польская принцесса из рода Пястов, дочь князя-принцепса Польши Мешко III Старого. В первом браке — княгиня Чехии, во втором — маркграфиня Лужицкая.

## Биография
Эльжбета Польская родилась около 1152 года. Была старшей дочерью и третьим ребёнком Мешко III Старого, князя великопольского, а с 1173 года — князя-принцепса Польши, и его первой жены Елизаветы, дочери венгерского короля Белы II.
Около 1173 года Елизавета вышла замуж за князя Богемии Собеслава II. Этот союз был частью многочисленных династических соглашений, заключённых князем-принцепсом Мешко III. В результате этой сделки в 1176 году польские войска помогли князю Собеславу II в его борьбе против Бабенбергов, правителей Австрии. В 1178 году князь Фридрих (двоюродный брат Собеслава II) осадил Прагу; Эльжбета, которая находилась в то время в столице, была захвачена Фридрихом, но вскоре освобождена. 27 января 1179 года Собеслав II был полностью разбит на окраине Праги. Он спрятался в замке Скала; после длительной осады Фридрих победил и закрепил за собой чешский трон. Собеслав II умер 29 января 1180 года. Детей у них не было.
Эльжбета никогда не возвращалась в Польшу. Вскоре после смерти мужа (в конце января или начале февраля 1180 года) она вышла замуж за Конрада, младшего сына Дедо III, маркграфа Лужицкого. 16 августа 1190 года умер маркграф Дедо III, и его владения были поделены между двумя сыновьями: старший, Дитрих, унаследовал графства Зоммершенбург и Гройч (как старший наследник своей матери), а Конрад II получил Лужицкое маркграфство и графство Эйленбург. В результате Эльжбета стала маркграфиней Лужицы и графиней Эйленбурга. Никаких записей о её роли при лужицком дворе не сохранилось.
В начале 1209 года Конрад II разгромил сводного брат Елизаветы, князя-принцепса Польши Владислава III Тонконогого, в битве под Любушем. Вскоре после этого, 2 апреля 1209 года, Эльжбета умерла. Через год, 6 мая 1210 года, умер Конрад II.
Эльжбета похоронена в аббатстве Добрилугк в Нижней Лужице. Ее единственный сын Конрад умер в детском возрасте; Агнесса, младшая дочь, вышла замуж за Генриха V, пфальцграфа Рейнского, но у них не было детей. Все потомки Эльжбеты происходят от её старшей дочери Матильды, жены Альберта II, маркграфа Бранденбурга.

## Браки и дети
Около 1173 года Эльжбета Великопольская вышла замуж за князя Чехии Собеслава II (около 1128 — 1280). Детей в этом браке не было.
В конце января или начале февраля 1180 года Эльжбета второй раз вышла замуж за маркграфа Лужицкого Конрада II (до 1159 — 1210). Дети от этого брака:
- Конрад (? – до 6 мая 1210)
- Матильда (?—1255), жена Альбрехта II, маркграфа Бранденбурга
- Агнесса (?—1266), жена Генриха V, пфальцграфа Рейнского